# Павлов Валерій Анатолійович
Валерій Анатолійович Павлов (рос. Валерий Анатольевич Павлов; нар. 7 лютого 1986, Сизрань, Самарська область, РРФСР) — російський футболіст, півзахисник.

## Життєпис
Вихованець сизранського футболу. Перші тренери — В.З. Вечкін, М.І. Коновалов
Професіональну кар'єру розпочав у турнірі дублерів РФПЛ у 2002 році, провів за дубль «Сокола» 7 матчів. Після того як «Сокіл» позбавлений професіонального статусу, залишив команду, початок сезону 2006 року провівши у «Ності», завершив його переходом у «Ростов», проте в основну команду не потрапив, провівши за дубль «Ростова» 8 матчів.
Сезон 2007 років провів у «Содовику» у Першому дивізіоні, зіграв 29 матчів та відзначився 2 голами. У 2008 році повернувся в «Сокіл», де грав до середини сезону 2010 року. Влітку того ж року перейшов у «Німан», який очолив знайомий йому саратовський тренер Олександр Корешков. Провів 12 матчів у Вищій лізі Білорусі в другій половині сезону 2010 року, відзначився одним голом, віддав дві гольові передачі.
У сезоні 2011 року знову повернувся в «Сокіл». Потім грав за професіональні клуби «Калуга», «Металург-Оскол», «Сизрань-2003», «Лада-Тольятті», а також аматорський колектив «Далбудіндустрія» (Комсомольськ-на-Амурі). У сезоні 2016/17 років захищав кольори так званих «клубів» «Рубін» (Ялта) та «Океан» (Керч). У 2017 році повернувся до Росії, де грав за «Зміну» (Комсомольськ-на-Амурі). З 2018 року знову виступає в саратовському «Соколі».

## Досягнення
«Сокіл» (Саратов)
- Першість ФНЛ
  -  Бронзовий призер (1): 2004